# Greatest Toons
Greatest Toons è un album raccolta del gruppo musicale danese Cartoons, pubblicato nel 2005.

## Tracce
1. Day Oh (Ekkosangen)
2. Witchdoctor
3. Doodah
4. Big Coconuts
5. Ramalama Daisy
6. Nana Na
7. Yoko
8. Diddley-Dee
9. Chirpy Chirpy Cheep Cheep
10. Let's Go Childish
11. Aisy Waisy
12. Mama Loo
13. Breaking Up Is Hard to Do
14. Cartoons Medley

## Classifiche
| Paese     | Posizione massima |
| --------- | ----------------- |
| Danimarca | 20                |